# Joost van der Westhuizen
Joost Heystek van der Westhuizen (Pretoria, 20 febbraio 1971 – Johannesburg, 6 febbraio 2017) è stato un rugbista a 15 sudafricano, mediano di mischia, secondo miglior realizzatore di mete internazionali per il suo Paese (38) dopo Bryan Habana; campione del mondo 1995, intraprese dopo il ritiro l'attività di commentatore sportivo.
Nel 2011 gli fu diagnosticata la sclerosi laterale amiotrofica, a seguito della quale morì quasi sei anni più tardi.
Per i suoi meriti sportivi figura dal 2007 nella International Rugby Hall of Fame e nella World Rugby Hall of Fame.

## Biografia
Nel rugby fin dall'età di cinque anni, van der Westhuizen crebbe nella compagine provinciale di Currie Cup dei Blue Bulls; esordì in Nazionale sudafricana ancora nell'epoca dilettantistica, nel 1993, a Buenos Aires contro l'Argentina.
Due anni dopo fu incluso nella selezione che prese parte alla sua prima Coppa del Mondo assoluta, dopo la fine dell'apartheid e la conseguente rimozione del bando internazionale nei confronti del Sudafrica; van der Westhuizen fu presente in cinque incontri della manifestazione e si laureò campione del mondo.
Fu presente anche alla Coppa del Mondo di rugby 1999 nel Regno Unito, in cui il Sudafrica si classificò al terzo posto; nel frattempo, divenuto professionista nel 1996, aveva debuttato nel Super 12 con la maglia della franchise dei Bulls.
Nel 2001 van der Westhuizen firmò un contratto con i gallesi del Newport; tuttavia, la Federazione sudafricana ne ventilò l'esclusione dagli Springbok qualora si fosse trasferito all'estero; di fronte alla prospettiva di perdere l'occasione di disputare la Coppa del Mondo di rugby 2003 van der Westhuizen si ritirò dall'impegno con il Newport suscitandone violente reazioni.
Dopo la Coppa del Mondo di rugby 2003, conclusasi con l'eliminazione del Sudafrica ai quarti di finale, van der Westhuizen si ritirò dall'attività agonistica, passando all'impegno con SuperSport, testata giornalistica sportiva.
Al suo attivo vanta anche due inviti nei Barbarians, contro altrettanti XV della Scozia e del Galles.
Nel 2007 fu ammesso nell'International Rugby Hall of Fame.
Nel 2009 fece scandalo un video in cui Joost van der Westhuizen veniva ripreso durante un rapporto sessuale con una ballerina sudafricana; nel corso del filmato l'ex giocatore veniva anche visto assumere cocaina; nonostante all'inizio avesse negato, la conferma indiretta della sua identità si ebbe dall'autore del video, Anton de Beer, che si dichiarò rammaricato di aver messo van der Westhuizen in cattiva luce; il video, realizzato un paio d'anni prima con la collaborazione della ex fidanzata dello stesso de Beer, era stato girato al solo scopo, disse de Beer, di rivenderlo allo stesso van der Westhuizen e lucrare una certa quantità di denaro.
In giugno, inoltre, fu ricoverato d'urgenza in ospedale a Johannesburg dopo un collasso occorsogli mentre era alla guida della sua vettura; la diagnosi fu attacco cardiaco, che alcune fonti giornalistiche misero in relazione con un possibile abuso di droghe.
La vicenda del video-scandalo portò alla rottura del contratto con SuperSport e, un anno più tardi, al divorzio da sua moglie Amor Vittone.
Nel maggio 2011, a seguito di analisi svolte dopo che van der Westhuizen lamentava un dolore al braccio, fu diagnosticata a suo carico una malattia neurologica degenerativa che successive analisi in luglio effettuate in una clinica specializzata di Cleveland, negli Stati Uniti, confermarono essere una sclerosi laterale amiotrofica; tra i suoi ex compagni di Nazionale, anche André Venter risultava colpito da una malattia affine, la mielite trasversa.
Dopo avere appreso della sindrome che lo colpì, van der Westhuizen diede vita alla J9 Foundation, al fine di sensibilizzare l'opinione pubblica sulla SLA e raccogliere fondi per la ricerca su tale malattia.
Rimase attivo all'interno della J9 Foundation sino alla morte, avvenuta il 6 febbraio 2017, a 45 anni.

## Palmarès
- Coppe del mondo: 1
Sudafrica: 1995
- Currie Cup: 2
Blue Bulls: 1998, 2002